# Novi val – Stranka razvoja
Novi val – Stranka razvoja, bila je hrvatska politička stranka. Predsjednik stranke bio je Ljubo Jurčić.

## Povijest
Novi val – Stranka razvoja osnovana je 5. travnja 2014. godine u Zagrebu.
5. travnja 2015. godine tadašnji nezavisni zastupnik u Hrvatskome saboru Jakša Baloević postao je članom Novog vala - Stranke razvoja te je stranka tako postala i bila parlamentarnom.
Stranka je 2016. godine brisana iz Registra političkih stranaka.

## Predsjednik
- Ljubo Jurčić (2014. – 2016.)

## Vodstvo stranke bilo je
- predsjednik: Ljubo Jurčić
- zamjenica: Jasna Plevnik
- glavni tajnik: Anita Zelić

## Predsjednički kandidati
Stranka nije sudjelovala na predsjedničkim izborima.